# Akkusationsprinzip
Das Akkusationsprinzip (lateinisch accusare ‚anklagen‘, und principium ‚Anfang‘), auch Anklagegrundsatz genannt, ist eine Prozessmaxime des deutschen Strafverfahrens. Es bedeutet, dass Anklage und Urteilsfindung durch verschiedene Organe (Staatsanwaltschaft und Gericht) wahrgenommen werden müssen. Der Anklagegrundsatz findet sich in § 151 StPO.
Anklage erheben kann nur die Staatsanwaltschaft. Ausnahmen gelten bei  den Privatklagedelikten und den Strafbefehlsanträgen der Finanzämter. Sofern die ermittelten Tatsachen ausreichend sind, ist die Staatsanwaltschaft zur Anklage verpflichtet (vgl. Legalitätsprinzip). Durchbrechung erfährt dies nur in Fällen der Opportunität.
Das Akkusationsprinzip ist Teil der Offizialmaxime.

## Geschichte
Die Verbrechensbekämpfung von Amts wegen hat sich (in Deutschland) erst in der frühen Neuzeit durchgesetzt.
Älteren Rechtssystemen wie dem römischen oder dem germanischen Recht war die Verbrechensverfolgung durch staatliche Organe fremd. Stattdessen gab es das sogenannte Privatstrafrecht. Das Privatstrafrecht ist dadurch gekennzeichnet, dass (wie im heutigen Zivilrecht) der Verletzte als Kläger auftritt. Allerdings kann er nicht nur (wie im Zivilrecht) seinen Schaden ersetzt verlangen, sondern eine an ihn zu zahlende, über den Schaden hinausgehende Buße. Im römischen Recht gab es daneben für bestimmte Fälle die Popularklage, die von jedermann erhoben werden konnte.
Das Privatklagesystem mit dem in der Rechtsgeschichte so genannten Akkusationsverfahren endete, als der Staat sein Gewaltmonopol auf den Schutz privater Rechte ausweitete und die Verbrechensverfolgung von Amts wegen einleitete. Diese staatliche Verbrechensverfolgung erfolgte (in Deutschland) seit dem späten Mittelalter unter Herrschaft des Inquisitionsprinzips. Im Inquisitionsprozess ermittelte der Richter selbst die Tatsachen, auf deren Basis er später seine Entscheidung fällte. Den dadurch begründeten Gefahren sollte das Akkusationsprinzip vorbeugen.
Das Akkusationsprinzip wurde in Deutschland bereits 1770 im damaligen Kurfürstentum Sachsen eingeführt; Wegbereiter war der Strafrechtsreformer Karl Ferdinand Hommel. Erst der Einfluss des französischen Code d’instruction criminelle aus dem Jahr 1808 führte aber in der zweiten Hälfte des 19. Jahrhunderts zur Einführung in den Prozessordnungen der übrigen Länder.

## Funktion
Das Akkusationsprinzip hat eine wichtige Schutzfunktion in doppelter Hinsicht:
- Dem einer Straftat Verdächtigen soll die Belastung durch ein (öffentliches) Gerichtsverfahren nach Möglichkeit erspart bleiben. Das Erfordernis der Anklageerhebung enthält daher eine Vorprüfung des Verdachts und eine Ausfilterung nicht ausreichender Vorwürfe.
- Seine eigentliche Bedeutung erhält der Anklagegrundsatz aber erst dadurch, dass mit der Erhebung der Anklage ein anderer beauftragt ist als das Gericht. Darin liegt eine weitere wichtige Schutzfunktion. Denn bei dem Inquisitionsprozess, bei welchem der Richter die Sache von sich aus an sich ziehen konnte, war er befangen und versucht, die Eröffnung des Verfahrens durch eine Verurteilung zu rechtfertigen. Dies war besonders misslich, wenn staatliche Instanzen auf den Verlauf des Strafverfahrens Einfluss nahmen und der Richter nur als verlängerter Arm der Regierung fungierte. Die Übertragung der Strafverfolgung auf zwei unabhängige Instanzen, nämlich die Staatsanwaltschaft als Anklagebehörde einerseits und auf das letztlich die Entscheidung fällende Gericht andererseits, gehört deshalb zu den wichtigsten Errungenschaften des liberalen Strafprozesses, die sich in Deutschland erst ab 1848 nach französischem Vorbild durchsetzen konnten.[6]

Das Gericht kann also nicht von sich aus Strafverfahren eröffnen. Der Anklagegrundsatz gilt für jede einzelne Tat, sodass das Gericht nicht von sich aus in ein laufendes Verfahren weitere Straftaten einbeziehen kann. Dies gilt auch für Straftaten in der Sitzung.
Die genaue Bestimmung des Prozessstoffes, der angeklagt worden ist, ergibt sich aus der Anklageschrift, die insbesondere den Angeschuldigten, die Tat, die ihm zur Last gelegt wird, Zeit und Ort ihrer Begehung, die gesetzlichen Merkmale der Straftat und die anzuwendenden Strafvorschriften bezeichnen muss (sog. Anklagesatz, vlg. § 200 StPO).

## Angeklagte Tat im prozessualen Sinne
Wenn in der Hauptverhandlung weitere Straftaten des Angeklagten angesprochen werden, so stellt sich die Frage, ob eine uneingeschränkte Aburteilung dieser Straftaten möglich ist (nach einem rechtlichen Hinweis des Gerichts gem. § 265 StPO) oder ob eine Nachtragsanklage nach § 266 StPO erhoben werden muss. Entscheidend dafür ist, ob es sich um eine angeklagte Tat im prozessualen Sinne handelt. Dieser Begriff ist von dem Begriff der materiell-rechtlichen Tateinheit (§ 52 StGB) bzw. Tatmehrheit (§ 53 StGB) zu unterscheiden. Unter Tat im prozessualen Sinne versteht man nicht etwa die einzelnen materiell-rechtlichen Straftatbestände, sondern das gesamte Verhalten des Beschuldigten, soweit es mit dem durch die Strafverfolgungsorgane (z. B. in der Anklage) bezeichneten geschichtlichen Vorkommnis nach der Auffassung des Lebens einen einheitlichen Vorgang bildet. Nur die in der Anklage bzw. Nachtragsanklage behauptete Tat ist Gegenstand der Urteilsfindung (Immutabilitätsprinzip, § 264 StPO).

## Österreich
Nach § 4 Abs. 1 der Strafprozessordnung (StPO) obliegt der Staatsanwaltschaft die Anklage. Einleitung und Durchführung eines gerichtlichen Hauptverfahrens setzen eine rechtswirksame Anklage voraus. Anders als im Inquisitionsverfahren sind Anklage und Urteilsfindung damit auf zwei verschiedene Akteure verteilt. Wenn auf Grund eines ausreichend geklärten Sachverhalts eine Verurteilung nahe liegt und kein Grund für die Einstellung des Verfahrens oder den Rücktritt von Verfolgung vorliegt, bringt die Staatsanwaltschaft bei dem für das Hauptverfahren zuständigen Gericht Anklage ein (§ 210 StPO). Ohne rechtswirksame Anklage gibt es kein Hauptverfahren (§ 4 Abs. 2 StPO).

## Schweiz
Eine Straftat kann gem. Art. 9 der Strafprozessordnung (StPO) nur gerichtlich beurteilt werden, wenn die Staatsanwaltschaft gegen eine bestimmte Person wegen eines genau umschriebenen Sachverhalts beim zuständigen Gericht Anklage erhoben hat. Danach bestimmt die Anklageschrift den Gegenstand des Gerichtsverfahrens und dient der Information der beschuldigten Person (Umgrenzungs- und Informationsfunktion). Sie hat die der beschuldigten Person zur Last gelegten Delikte mit Beschreibung von Ort, Datum, Zeit, Art und Folgen der
Tatausführung so präzise zu umschreiben, dass die Vorwürfe in objektiver und subjektiver Hinsicht genügend konkretisiert sind (Art. 325 StPO).
Der Anklagegrundsatz setzt eine Trennung der Prozessermächtigungen zwischen den Strafverfolgungsbehörden und dem Gericht voraus. Mit der Strafprozessordnung von 2011 wurde der Anklagegrundsatz in der Schweiz durch die Tatsache erheblich gestärkt, dass die Institution der Untersuchungsrichter endgültig abgeschafft wurde. Bis dahin ließ die Gesetzgebung einiger Kantone zu, dass nicht die Staatsanwaltschaft, sondern das Gericht (in der Person des Untersuchungsrichters) selbst zur Untersuchung überging und dann den Fall ein anderer Richter desselben Gerichts sachlich behandelte.

## Europäisches Recht
Der Anklagegrundsatz ist Ausdruck der funktionellen (im Gegensatz zur organisatorischen oder institutionellen) Unabhängigkeit von Staatsanwalt und Richter. Die Europäische Menschenrechtskonvention gewährt in Art. 6 Abs. 1, dass ein unabhängiges und unparteiisches Gericht über die Anklage befindet. Eine nicht strikt durchgeführte Trennung von Ankläger und Richter betrifft die Unparteilichkeit. Der Europäische Gerichtshof für Menschenrechte (EGMR) hat in seiner Rechtsprechung eine Vermischung von anklägerischen und richterlichen Funktionen sowohl in Bezug auf das Haftprüfungsverfahren nach Art. 5 Abs. 3 EMRK als auch in Bezug auf das Hauptverfahren nach Art. 6 Abs. 1 EMRK beanstandet.